# Total Drivin
Total Drivin, conocido como Car & Driver Presents: Grand Tour Racing '98 (o simplemente Grand Tour Racing) en América del Norte, y como M6 Turbo Racing en otras partes de Europa, es un videojuego de carreras desarrollado por Eutechnyx exclusivamente para PlayStation. El juego vio reacciones muy variadas por parte de los críticos debido a su amplio enfoque estilístico y controles de dirección inusuales.

## Jugabilidad
Total Drivin es un juego de carreras que presenta seis circuitos ubicados en diferentes lugares del mundo, cada uno con diferentes variaciones climáticas. El juego es compatible con el Controlador analógico dual. El modo multijugador está disponible a través de pantalla dividida y el PlayStation Link Cable.

## Desarrollo
Total Drivin fue desarrollado por la empresa británica Eutechnyx. Los desarrolladores crearon una cámara de 360 grados con capacidad de zum para usar como herramienta de programación, pero luego decidieron dejarla para que los jugadores pudieran mirar los paisajes de la pista mientras el juego está en pausa.
El publicador norteamericano del juego, Activision, adquirió un patrocinio Car and Driver para el juego, lo que llevó a que se agregara "Car and Driver Presents" al título del juego en esa región.

## Recepción
El juego recibió críticas por encima del promedio. En Japón, donde el juego fue porteado y publicado por Atlus bajo el nombre Gekisō!! Grand Racing: Total Drivin' (激走!! グランドレーシング Total Drivin' Gekisō!! Gurando Rēshingu Totaru Doraibin?) el 23 de abril de 1998, Famitsu le dio una puntuación de 23 sobre 40.
Aunque Edge elogió el juego por combinar con éxito el realismo de un simulador de carreras con el estilo de un juego de carreras arcade, la mayoría de las reseñas evaluaron que, al enfrentarse a todos los estilos de carrera en una partida, "Total Drivin" no logró sobresalir en ningún estilo y resultó ser muy inconsistente. Next Generation, por ejemplo, declaró que "Es una buena idea, pero en su mayor parte, no está bien ejecutada ni bien integrada en el juego, y se presenta como más un truco que otra cosa". Tanto Next Generation como IGN comentaron que la mayoría de las pistas son demasiado fáciles, mientras que las pistas de buggy presentan un manejo extremadamente difícil, lo que hace que el desafío sea demasiado desigual.
Algunos críticos elogiaron los efectos de sonido como realistas, mientras que otros encontraron los sonidos del motor chirriantes, comparándolos con motocicletas o licuadoras. Los gráficos también recibieron reacciones mixtas, y los críticos notaron mapas de bits granulados pero una agradable falta de ventana emergente. Algunos revisores elogiaron cómo la agresiva IA lleva a otros autos a cortar el paso a los oponentes o empujarlos contra las paredes al tomar curvas. Kraig Kujawa de Electronic Gaming Monthly resumió que "Con tanta profundidad, GTR tiene algo para todos, a pesar de sus asperezas", y su coreseñante Dean Hager concluyó de manera similar, "Al final, el los buenos elementos superan a los malos".
Gary Mollohan de Revista oficial de PlayStation de EE. UU. destacó la selección de vehículos y entornos grandes del juego, y señaló que una sola vuelta puede tardar hasta cuatro minutos en completarse. Sin embargo, criticó la cuestionable física del automóvil y los controles no convencionales. IGN también descubrió que los controles hacen que la dirección sea demasiado sensible. El crítico de GameSpot Jeff Gerstmann sintió que los controles eran decentes, pero admitió que puede llevar mucho tiempo acostumbrarse debido al sistema de dirección único del juego. GamePro resumió que "O te encantará usar el D-pad junto con los gatillos L y R, o lo odiarás".